# Barney Stanley
Russell "Barney" Stanley, född 1 januari 1893 i Paisley, Ontario, död 16 maj 1971 i Calgary, var en kanadensisk professionell ishockeyspelare och ishockeytränare.

## Karriär
Barney Stanley började spela ishockey för Paisley Hockey Club i hemstaden Paisley, Ontario, 1909. Sommaren 1911 flyttade han till Edmonton för att spela för Edmonton Maritimers i Alberta Senior Hockey League, ASHL.
Efter fyra år i ASHL skrev Stanley i februari 1915 på för PCHA-laget Vancouver Millionaires. Flytten till Millionaires skulle visa sig sportsligt lyckosam för Stanley då laget sent i mars 1915 spelade hem Stanley Cup till västkusten efter att ha besegrat Ottawa Senators i tre raka matcher med siffrorna 6-2, 8-3 och 12-3. Stanley gjorde fyra mål i den tredje matchen och fem totalt i matchserien.
Stanley spelade för Millionaires fram till och med 1919 då han bytte lag och liga till Edmonton Eskimos i Big-4 League. Från 1920 till 1924 spelade han två säsonger vardera för Calgary Tigers och Regina Capitals i Big-4 League och Western Canada Hockey League innan han säsongen 1924–25 var tillbaka i Eskimos för ytterligare två säsonger.
1926–27 spelade Stanley för Winnipeg Maroons i American Hockey Association och säsongen därefter, 1927–28, gjorde han sitt enda framträdande i NHL då han snörde på sig skridskorna för en match med Chicago Black Hawks. Samma säsong tränade han även Black Hawks under 23 matcher. Stanley avslutade med att spela en säsong för Minneapolis Millers i AHA innan han lade skridskorna på hyllan 1929.
1962 valdes Barney Stanley in i Hockey Hall of Fame.

## Statistik

### Spelare
ASHL = Alberta Senior Hockey League, AHA = American Hockey Association
| 1911–12            | Edmonton Maritimers    | ASHL               | 5   | 4  | 0  | 4   | 4   | 4 | 8 | 0 | 8 | 10 |
| 1912–13            | Edmonton Dominions     | ASHL               | 7   | 7  | 0  | 7   | 4   | 2 | 6 | 0 | 6 | 2  |
| 1913–14            | Edmonton Dominions     | ASHL               | 5   | 6  | 0  | 6   | 25  | 6 | 3 | 0 | 3 | 7  |
| 1914–15            | Edmonton Albertas      | ASHL               | 3   | 2  | 0  | 2   | 6   | – | – | – | – | –  |
| 1914–15            | Vancouver Millionaires | PCHA               | 5   | 7  | 1  | 8   | 0   | – | – | – | – | –  |
|                    | Vancouver Millionaires | Stanley Cup        | –   | –  | –  | –   | –   | 3 | 5 | 1 | 6 | 0  |
| 1915–16            | Vancouver Millionaires | PCHA               | 14  | 6  | 6  | 12  | 9   | — | — | — | — | —  |
| 1916–17            | Vancouver Millionaires | PCHA               | 23  | 28 | 18 | 46  | 9   | — | — | — | — | —  |
| 1917–18            | Vancouver Millionaires | PCHA               | 18  | 11 | 6  | 17  | 9   | 2 | 1 | 0 | 1 | 3  |
|                    | Vancouver Millionaires | Stanley Cup        | –   | –  | –  | –   | –   | 5 | 2 | 0 | 2 | 6  |
| 1919               | Vancouver Millionaires | PCHA               | 20  | 10 | 6  | 16  | 19  | 2 | 0 | 0 | 0 | 0  |
| 1919–20            | Edmonton Eskimos       | Big-4 League       | 12  | 10 | 12 | 22  | 20  | 2 | 0 | 1 | 1 | 5  |
| 1920–21            | Calgary Tigers         | Big-4 League       | 15  | 11 | 10 | 21  | 5   | — | — | — | — | —  |
| 1921–22            | Calgary Tigers         | WCHL               | 24  | 26 | 5  | 31  | 17  | 2 | 0 | 0 | 0 | 0  |
| 1922–23            | Regina Capitals        | WCHL               | 29  | 14 | 7  | 21  | 10  | 2 | 1 | 0 | 1 | 2  |
| 1923–24            | Regina Capitals        | WCHL               | 30  | 15 | 11 | 26  | 27  | 2 | 1 | 0 | 1 | 0  |
| 1924–25            | Edmonton Eskimos       | WCHL               | 25  | 12 | 5  | 17  | 36  | — | — | — | — | —  |
| 1925–26            | Edmonton Eskimos       | WHL                | 29  | 14 | 8  | 22  | 47  | 2 | 1 | 0 | 1 | 2  |
| 1926–27            | Winnipeg Maroons       | AHA                | 35  | 8  | 8  | 16  | 78  | 3 | 0 | 0 | 0 | 2  |
| 1927–28            | Chicago Black Hawks    | NHL                | 1   | 0  | 0  | 0   | 0   | — | — | — | — | —  |
| 1928–29            | Minneapolis Millers    | AHA                | 40  | 8  | 5  | 13  | 34  | 4 | 1 | 0 | 1 | 2  |
| PCHA totalt        | PCHA totalt            | PCHA totalt        | 80  | 62 | 37 | 99  | 46  | 4 | 1 | 0 | 1 | 3  |
| WCHL + WHL totalt  | WCHL + WHL totalt      | WCHL + WHL totalt  | 137 | 81 | 36 | 117 | 137 | 8 | 3 | 0 | 3 | 4  |
| NHL totalt         | NHL totalt             | NHL totalt         | 1   | 0  | 0  | 0   | 0   | — | — | — | — | —  |
| Stanley Cup totalt | Stanley Cup totalt     | Stanley Cup totalt | –   | –  | –  | –   | –   | 8 | 7 | 1 | 8 | 6  |

Statistik från hockey-reference.com och hhof.com

### Tränare
M = Matcher, V = Vinster, F = Förluster, O = Oavgjorda, P = Poäng
| 1927–28    | Chicago Black Hawks | NHL        | 23 | 4 | 17 | 2 | 10 | 5:a | — | — | — | — | — |
| NHL totalt | NHL totalt          | NHL totalt | 23 | 4 | 17 | 2 | 10 | –   | — | — | — | — | — |